# Tempio di Minerva Medica

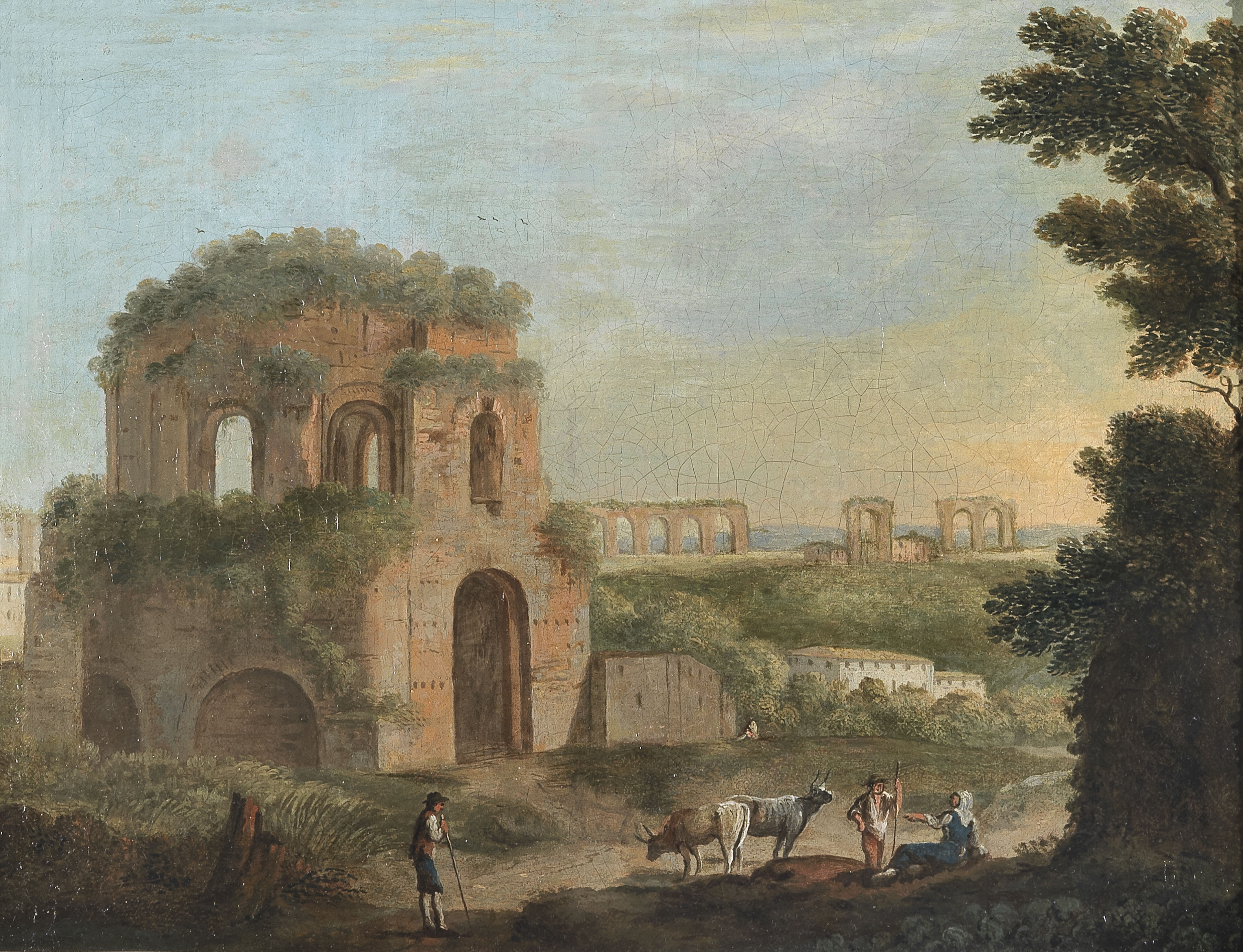
Veduta con il Tempio di Minerva Medica e un acquedotto. Dipinto di Paolo Anesi, olio su tela (45 x 34 cm), collezione Mainetti, Roma.

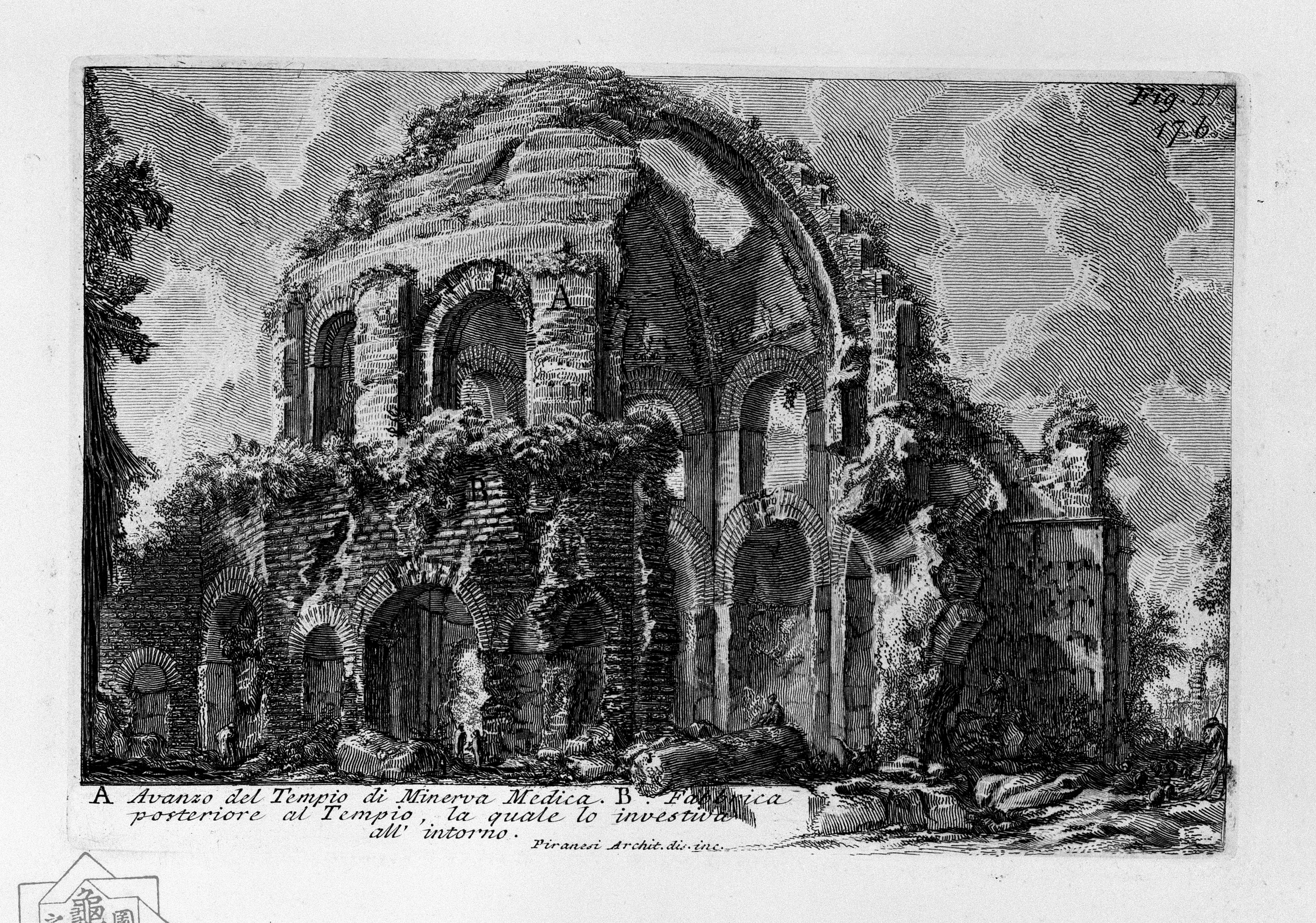
Il "Tempio di Minerva Medica" in un'incisione di Giovanni Battista Piranesi (1756)

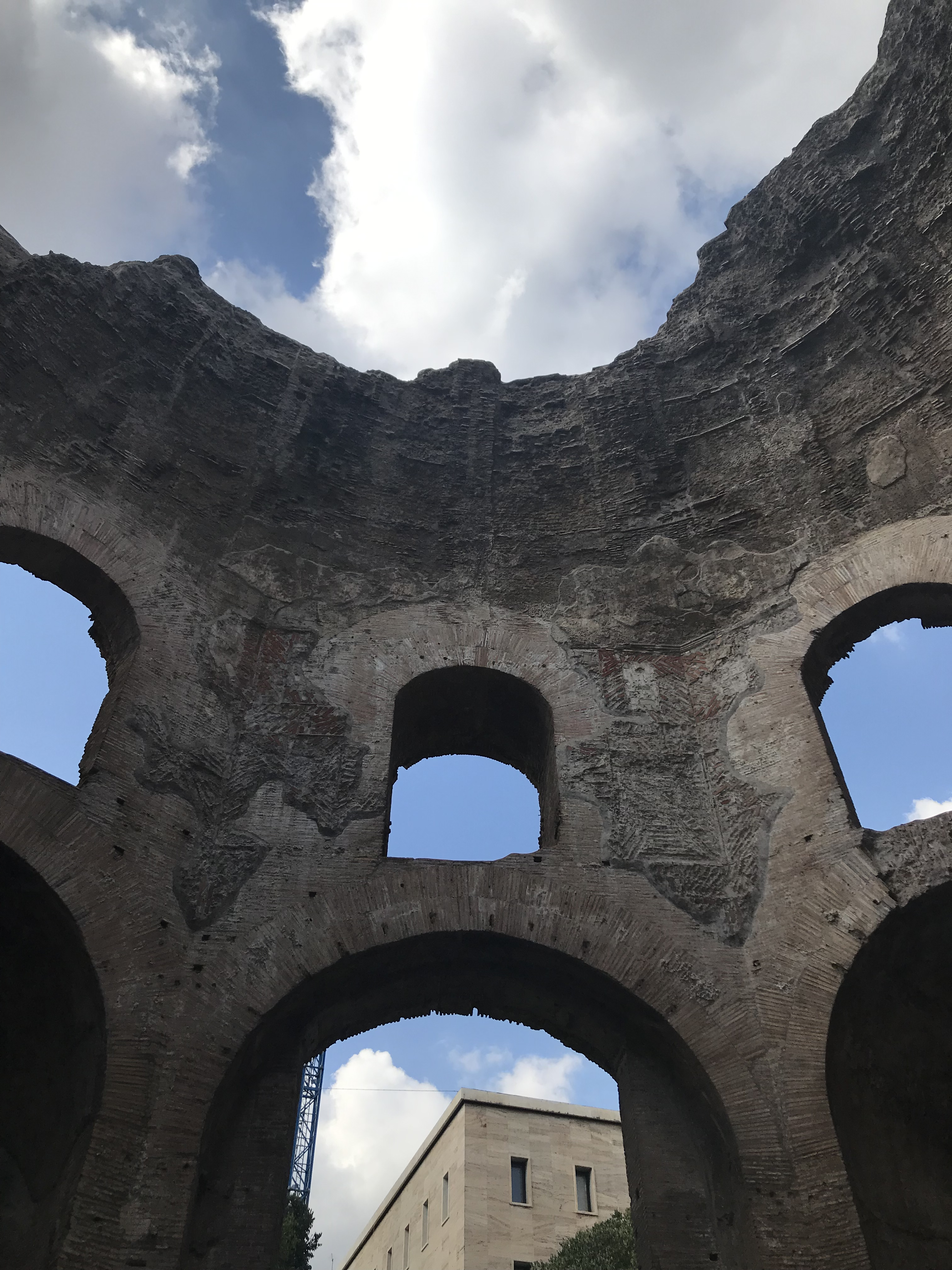
Interno

Il cosiddetto tempio di Minerva Medica è un edificio romano situato in via Giolitti, nel rione Esquilino di Roma. L'imponente costruzione a cupola, ben visibile dai treni che transitano per la stazione Termini, risale presumibilmente all'inizio del IV secolo e si trova oggi stretta tra i binari ferroviari ed i palazzi costruiti alla fine del XIX secolo per il nuovo rione Esquilino.

## Storia
L'edificio non è un tempio, come fu erroneamente creduto per lungo tempo, ma una sala monumentale entro il recinto di una lussuosa residenza extraurbana che occupava in antico la zona, tra la chiesa di Santa Bibiana e Porta Maggiore, sull'asse viario che usciva dalla Porta Esquilina; discusso se corrisponde al complesso degli Horti Liciniani o a quello degli Horti Pallantiani.
Fino alla metà del XVI secolo l'edificio fu fantasiosamente ritenuto intitolato ai filii adoptivi di Augusto, Gaio e Lucio Cesari (Basilica, thermae Gai et Luci) o ad Ercole Callaico (Terme Gallice), da cui deriva la corruzione popolare del toponimo in «Le Galluzze», «Galluccie» o «Galluce» attestato nella cartografia storica e nei trattati di erudizione.
Secondo Rodolfo Lanciani, la confusione che fece identificare il padiglione come tempio risale al XVII secolo, quando si attribuì a questi scavi una statua di Minerva con ai piedi un serpente (animale sacro ad Esculapio), trovata in realtà in Campo Marzio (ora ai Musei Vaticani). In verità la denominazione è anteriore, utilizzata già nel XVI secolo da Pirro Ligorio, che studiò l'edificio e ne disegnò la pianta indicandovi i luoghi di ritrovamento di statue e colonne. Ragione dell'equivoco potrebbe essere stata un'interpretazione delle fonti che indicavano un tempio di Minerva nell'area o il rinvenimento di un ricco corredo votivo nei pressi della vicina via Labicana.
La costruzione, a pianta centrale decagonale, era probabilmente un ninfeo, sebbene sia stata ventilata l'ipotesi di uno spazio a carattere termale, considerato il vasto ipocausto rinvenuto sotto una parte dell'aula principale, oppure di una sala triclinare. Il padiglione doveva probabilmente far parte di un più articolato complesso edilizio, forse di proprietà imperiale, con funzione di rappresentanza e di svago (specus aestivus).
A partire dal V secolo, in conseguenza del completo spopolamento della zona dell'Esquilino, esso rimase in stato di abbandono come isolata ed incongrua presenza monumentale nella campagna.
Nel corso del Rinascimento, poiché la sua struttura si presentava in buone condizioni di conservazione, il monumento fu oggetto d'interesse da parte di diversi architetti (Giuliano da Sangallo, Baldassarre Peruzzi, Sallustio Peruzzi e Palladio), che lo disegnarono indicandolo come modello per alcuni progetti fiorentini, in particolare quelli della rotonda della basilica della Santissima Annunziata e della Rotonda di Santa Maria degli Angeli di Filippo Brunelleschi. Pare che il Brunelleschi avesse studiato l'edificio durante i suoi viaggi a Roma proprio per escogitare il modo di costruire la cupola di Santa Maria del Fiore.

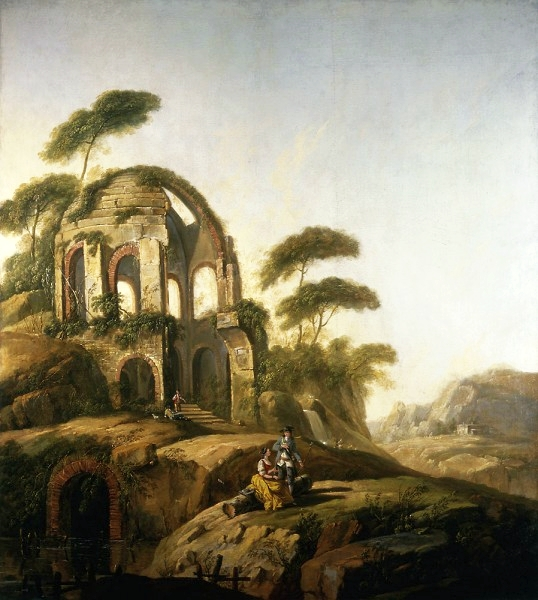
Jean-Baptiste Pillement, olio su tela (1765-1767), Muzeum Narodowe, Varsavia

Nel corso del XVI secolo vi furono ritrovamenti di statue e reperti d'interesse artistico nei dintorni dell'edificio. Vasi metallici, medaglie e frammenti di statue furono rinvenuti in una vigna alle spalle del monumento, che si presentava parzialmente interrato e fu scavato per la prima volta sotto il pontificato di Giulio III (1550-1555) dal medico Cosmo Giacomelli. Alcuni reperti trovati in vari punti degli horti furono donati al papa per adornare Villa Giulia.
Nel 1828, dopo un periodo in cui il rudere - nonostante l'interesse di studiosi e artisti - continuò ad essere vittima di spoliazione di materiali, crollò buona parte della sommità della cupola. L'anno seguente un fulmine arrecò alla struttura ulteriori danni e l'edificio restò a lungo in abbandono con un peggioramento delle condizioni generali.
Tra il 1878 ed il 1879, durante i tumultuosi lavori di urbanizzazione che cambiarono drasticamente l'aspetto di tutto l'Esquilino, furono rinvenute alcune statue e pregevoli elementi di decorazione architettonica.
Più recentemente l'edificio, dopo aver ricevuto parziali restauri nel 1942 e nel 1967, è stato oggetto di una campagna di saggi e studi nel 2006 e di interventi complessivi di consolidamento negli anni successivi, in attesa di una sua possibile e prossima apertura al pubblico.

## Descrizione
L'edificio consiste in una vasta sala a pianta decagonale coperta da una cupola sostanzialmente emisferica ma con centro ribassato, che - con il suo diametro di 25 metri - è la terza a Roma per dimensioni, dopo il Pantheon e le Terme di Caracalla.
Su nove lati del perimetro si aprono delle nicchie semicircolari, non tutte conservate, che sporgono esternamente e che forse ospitavano statue, mentre sul decimo lato, a nord, si trova l'ingresso sovrastato da un arco a tutto sesto. In tal modo la cupola appoggia sostanzialmente su dieci pilastri posti ai vertici del decagono.
I muri perimetrali sono in opus latericium e risalgono, da un'analisi dei bolli dei mattoni, all'epoca di Massenzio e di Costantino I. Alcune strutture accessorie in opus vittatum con alternanza di mattoni e tufelli, conservate per un'altezza di circa un metro, risalgono probabilmente ad una fase costruttiva poco posteriore e costituiscono le testimonianze materiali superstiti di un nucleo edilizio annesso alla grande sala (vano biabsidato a nord, grande esedra a est), oltre che d'un intervento di consolidamento strutturale della cupola di poco successivo alla sua costruzione (due contrafforti esterni a sud). I collegamenti con il resto del complesso dovevano avvenire tramite alcune delle nicchie che in origine erano aperte da colonnati.
Sopra gli arconi delle nicchie si trova il tamburo decagono con contrafforti negli angoli e dieci finestroni. La forma decagonale passa in modo impercettibile, tramite una piccola cornice, al perimetro circolare della cupola, solo in parte conservata, che è realizzata con l'impiego di calcestruzzo ad alta specializzazione disposto con stratificazione orizzontale e progressivamente alleggerito con caementa di pomice in corrispondenza del cervello della volta (cfr. Pantheon). La struttura presenta, inoltre, nervature radiali in laterizio a scopo di generale irrobustimento e ripartizione dei carichi, mentre l'esistenza di un occhialone (oculus) al cervello della cupola è solo ipotetica.
L'apparato decorativo è stato oggetto di spoliazioni durate secoli, al pari della maggior parte degli edifici della Roma imperiale. La cupola era originariamente rivestita da mosaici in pasta vitrea, poi ricoperti da un sottile strato d'intonaco; sui pavimenti erano mosaici e opus sectile realizzato con porfido ed altri vivaci marmi colorati, mentre le pareti, movimentate da elementi di decorazione architettonica quali trabeazioni, lesene e colonne forse d'ordine corinzio, erano rivestite con lastre di marmo (crustae) allettate nella classica preparazione di malta e frammenti di coccio (cocciopesto). L'esterno della cupola è costituito da cinque gradoni in pietra e tufo.

## Le sculture
Tra il 1878 e il 1879 furono rinvenuti nell'area dell'edificio numerosi reperti archeologici, tra cui anche pezzi di statue reimpiegati come materiale da costruzione all'interno di alcune murature tardo antiche di tamponatura. Ricomposte da numerosi frammenti, le statue costituiscono oggi un importante nucleo scultoreo all'interno dei Musei Capitolini nella sede della Centrale Montemartini.
Le sculture più importanti sono un Dioniso con pantera, un satiro danzante, una fanciulla seduta e soprattutto i due magistrati rappresentati nell'atto di dar inizio alle gare, nei quali un'ipotesi molto suggestiva riconosce Quinto Aurelio Simmaco e suo figlio Memmio.

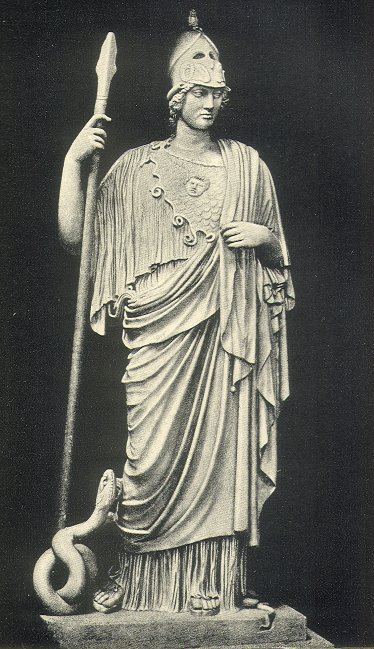
La cosiddetta Minerva Giustiniani (Musei Vaticani), erroneamente attribuita al sito, è forse l'origine della denominazione dell'edificio
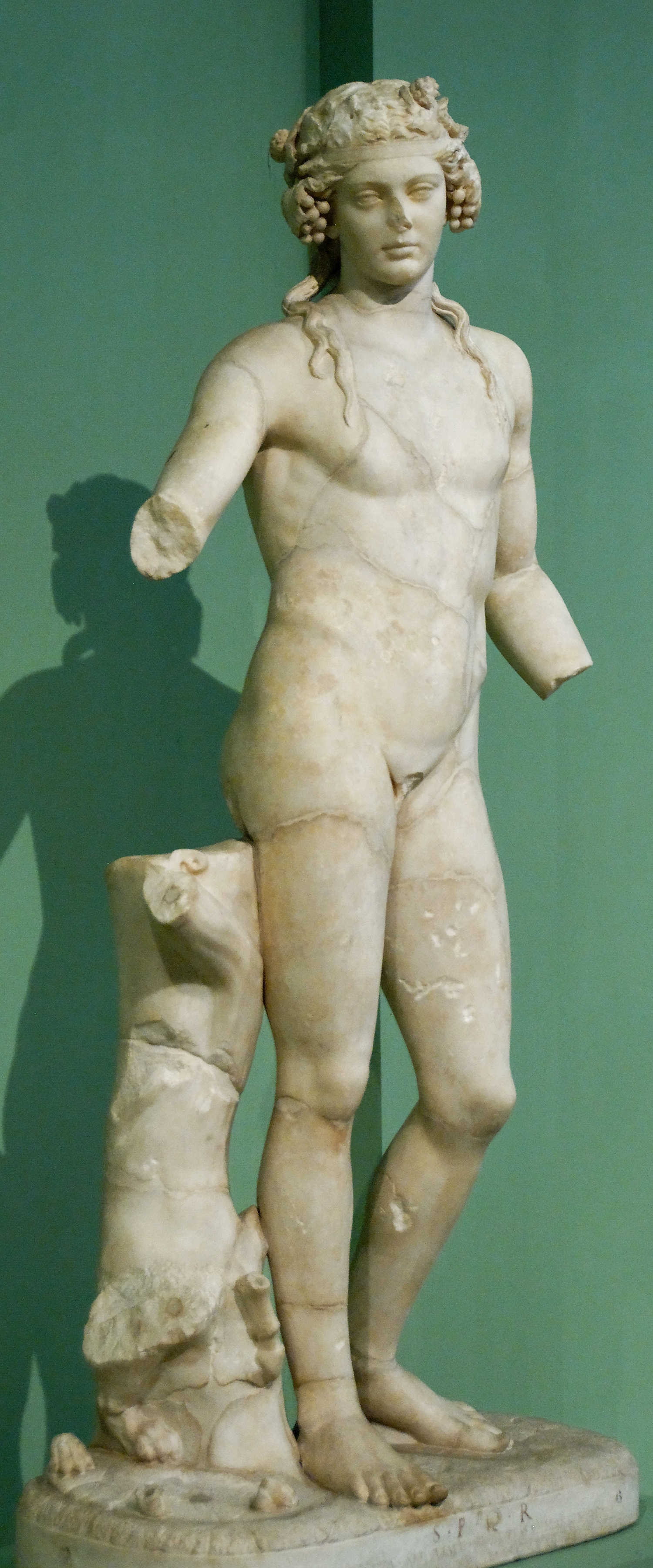
Dioniso affiancato da una pantera, trovato nel 1879. Marmo pentelico, opera romana secondo modelli dell'età ellenistica (Centrale Montemartini)
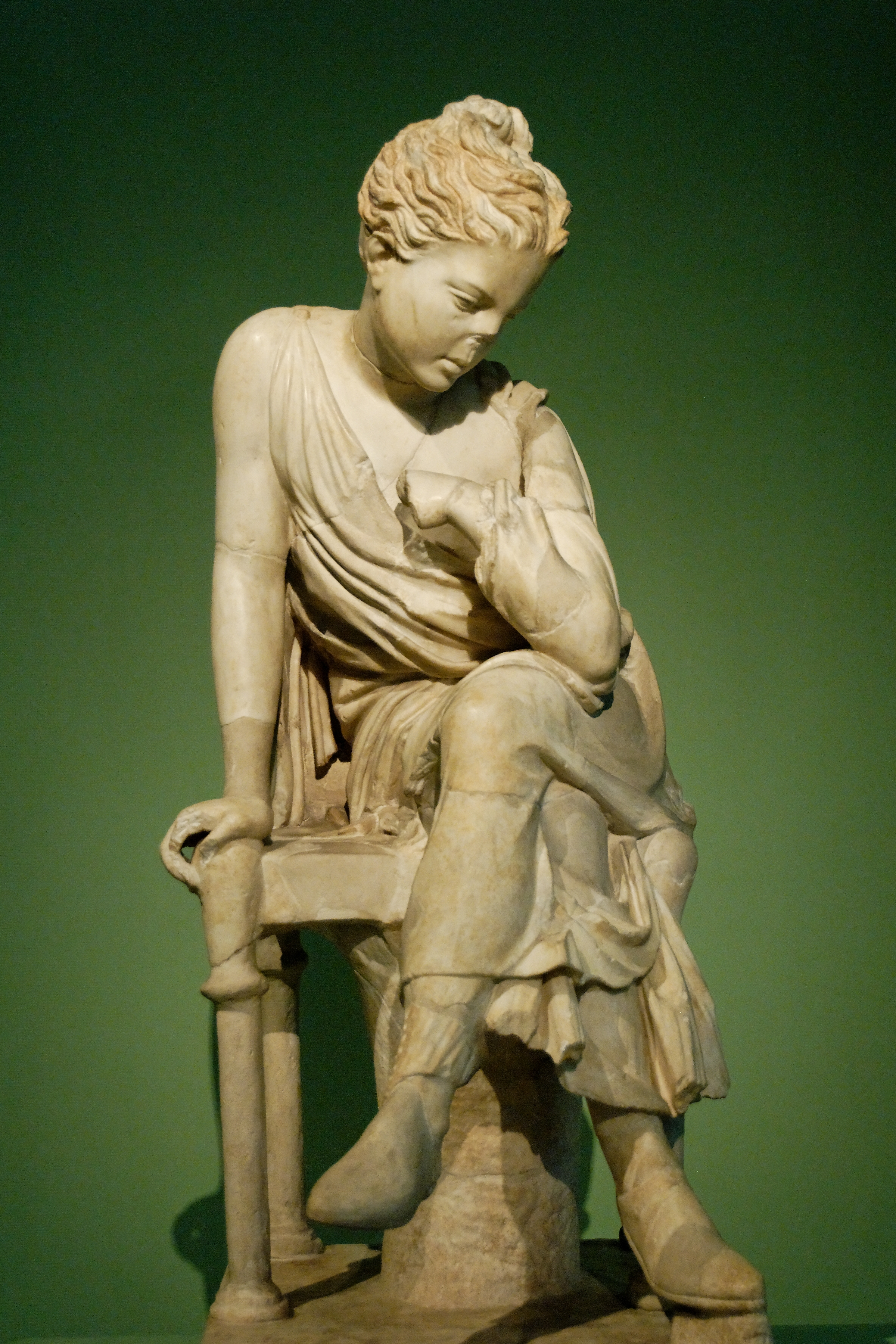
Fanciulla seduta, trovata nel 1879. Marmo pentelico, copia di età adrianea da un originale greco della scuola di Lisippo o creazione romana (Centrale Montemartini)

## Rapporti con la cultura architettonica antica e tardoantica
Per la cupola accennata a tondo è un esempio precursore degli edifici ecclesiastici bizantini a pianta centrale, come Santa Sofia a Costantinopoli, contrapposti al modello rettangolare delle basiliche romane (a Roma l'esempio "cristianizzato" più noto di mausoleo a pianta centrale è rappresentato dal mausoleo di Santa Costanza).

## Collegamenti
|  | È raggiungibile dalla stazione Santa Bibiana. |

| È raggiungibile dalla fermata Vittorio Emanuele | del tram 5 |

| È raggiungibile dalla fermata Vittorio Emanuele | del tram 14 |

|  | È raggiungibile dalla stazione di Roma Termini. |

|  | È raggiungibile dalla stazione di Roma Termini. |

|  | È raggiungibile dalla stazione di Roma Termini. |

|  | È raggiungibile dalla stazione di Roma Termini. |

|  | È raggiungibile dalla stazione di Roma Termini. |